# Za nemocnicí (Litoměřice)
Za nemocnicí je část okresního města Litoměřice, v katastrálním území Litoměřice.

## Lokace

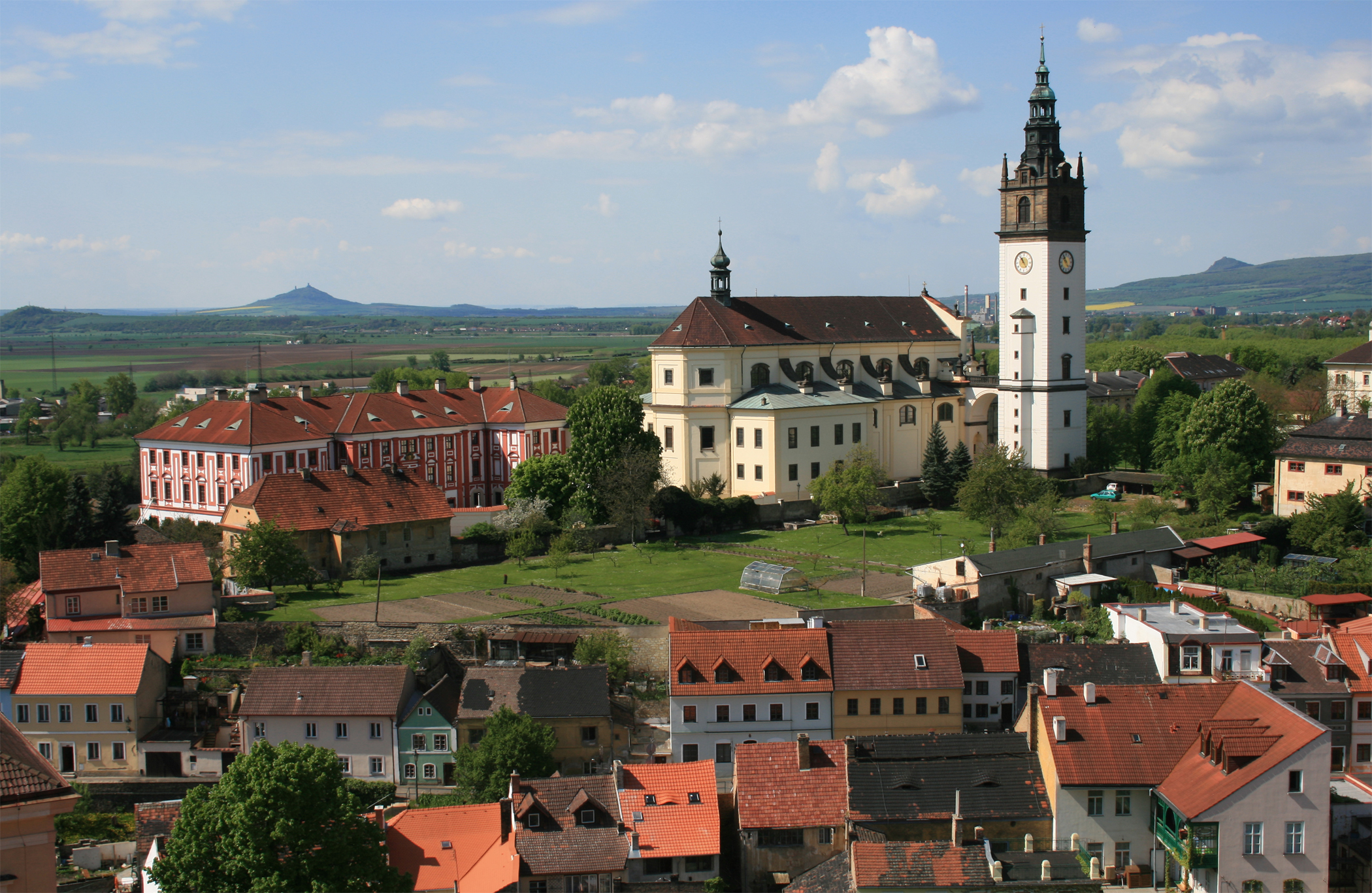
Litoměřice - Za nemocnicí. Biskupská rezidence (vlevo) a katedrála sv. Štěpána se zvonicí (napravo) na Dómském pahorku tvoří hlavní dominantu města Litoměřice (foceno z věže litoměřické radnice).

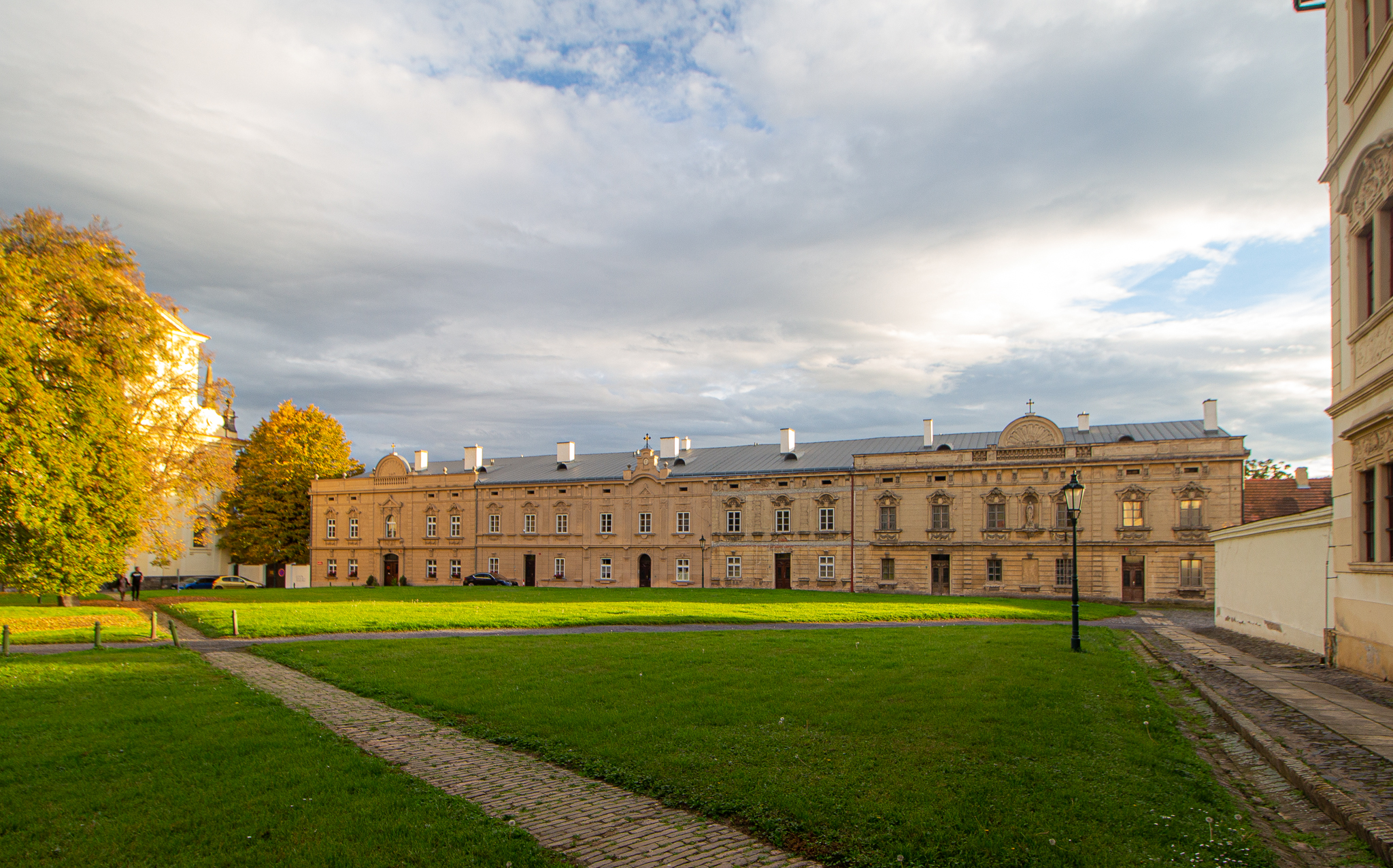
Kanovnické domy na Dómském náměstí

Městská část se nachází v západní části historického centra Litoměřic, zahrnuje zejména areál litoměřického biskupství. Název městské části je odvozen od porodnice, která na pahorku stála v místě domova důchodců do roku 1996. Jedná se o Dómský pahorek s Dómským náměstím a katedrálou svatého Štěpána.

## Obyvatelstvo
V roce 2009 zde bylo evidováno 13 adres. V roce 2001 zde trvale žilo 42 obyvatel.

## Památky
Ze 13 zdejších domů je 11 (kromě čp. 11 a 13) chráněno jako kulturní památky České republiky, stejně jako opevnění Dómského pahorku a katedrála svatého Štěpána s věží.